# Evil Minded
Evil Minded è il primo demo registrato dalla band Tedesca Edguy nel 1994.

## Tracce
1. Evil Minded
2. I Hate You Too
3. Midgest of Metal
4. Voices of the Past

## Credits
- Jens Ludwig – chitarra;
- Tobias Sammet – voce, basso, tastiere;
- Dirk Sauer – chitarra;
- Dominik Storch – batteria.